# Dolina za Kraviarskym

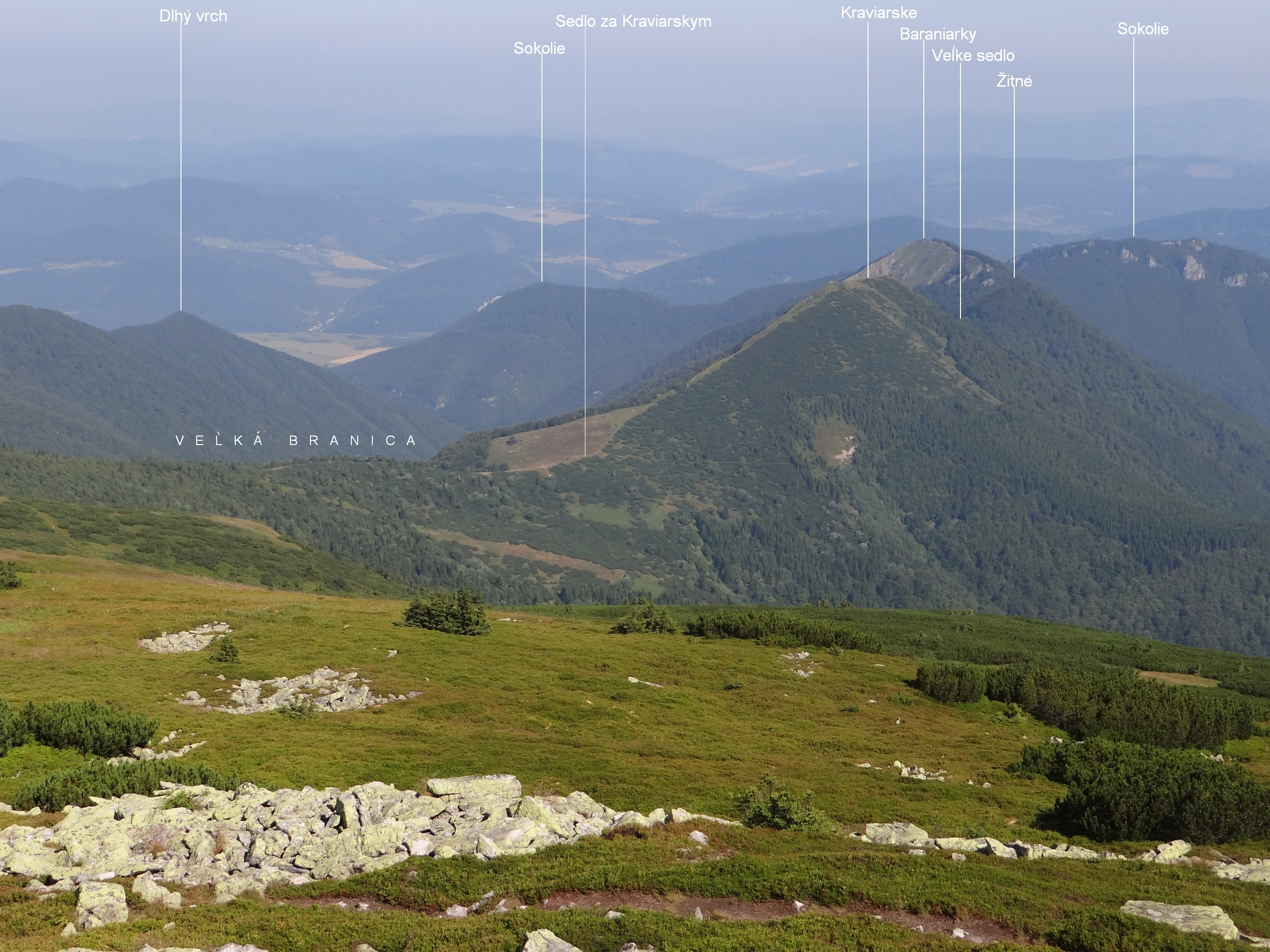
Górna część Doliny za Kraviarskym (po prawej stronie grzbietu Kraviarske)

Dolina za Kraviarskym – dolina w Małej Fatrze Krywańskiej w paśmie górskim Mała Fatra na Słowacji. Jest orograficznie lewym odgałęzieniem Starej doliny. Opada spod przełęczy sedlo za Kraviarskym (1230 m) w północno-wschodnim kierunku i na wysokości około 700 m n.p.m. uchodzi do Starej doliny, około 600 m poniżej ośrodka turystycznego Vrátna. Dnem doliny spływa niewielki potok uchodzący do Varínki.
Dolina za Kraviarskym jest zalesiona, a najwyższe partie porośnięte są kosodrzewiną. Trawiasty jest jedynie rejon przełęczy Sedlo za Kraviarskym (ale już stopniowo zarasta kosodrzewiną). Jej dnem oraz orograficznie lewym zboczem (stoki góry Kraviarske) prowadzi znakowany szlak turystyczny. Podejście jest uciążliwe i po deszczach miejscami niebezpieczne (ślisko). Na przełęczy Sedlo za Kraviarskym jest skrzyżowanie z niebieskim szlakiem turystycznym wyprowadzającym na główną grań Małej Fatry.

## Szlak turystyczny
Stara dolina – Sedlo za Kraviarskym. Czas przejścia: 1.15 h, ↓1 h